# 12237 Coughlin
12237 Coughlin eller 1987 HE är en asteroid i huvudbältet som upptäcktes den 23 april 1987 av det amerikanska astronom paret Eugene M. och Carolyn S. Shoemaker vid Palomar-observatoriet. Den är uppkallad efter Thomas B. Coughlin.
Asteroiden har en diameter på ungefär 5 kilometer.